# Marquês de Lavradio
Marquês de Lavradio é um título nobiliárquico português criado de juro e herdade por D. José I por Carta de 18 de Outubro de 1753 em favor de D. António de Almeida Soares Portugal, 1.º Senhor e 1.º Conde de Lavradio e 8.º Senhor e 4.º Conde de Avintes.
Por Decreto de 1 de Julho de 1810 o Príncipe Regente D. João condedeu Honras de Parente ao 3.° Marquês de Lavradio, D. António Máximo de Almeida Portugal, e seus descendentes.

## História
O título de Conde de Avintes foi criado por D. Afonso VI por carta de 17 de Fevereiro de 1664, na fase final da Guerra da Restauração (1640–1668) em favor de D. Luís de Almeida, então Governador e Capitão-Geral do Reino do Algarve, e que antes tinha sido Governador e Capitão-Geral do Rio de Janeiro no Brasil e último Governador português de Tânger em Marrocos.
Mais tarde o bisneto deste primeiro conde de Avintes, o 4.° conde, recebeu de D. João V o título de Conde do Lavradio de juro e herdade em 1725, sendo então elevado ao marquesado por D. José I em 1753, altura em que o título de Conde de Avintes foi concedido de juro e herdade.
São os Marqueses do Lavradio representantes dos títulos de Marquês de Montalvão, Conde de Castelo Novo e Conde de Serém, Marquês de Turcifal e Conde de Torres Vedras, e Chefes de Nome e Armas dos Alarcões, por via da 4.ª Senhora de Avintes, após a extinção da linha do seu irmão, D.João Soares de Alarcão, Marquês de Turcifal e Conde de Torres Vedras. 
O 3.º Marquês do Lavradio, sobrinho neto do 8.º Duque de Aveiro, herdou as Casas de Gouveia, Portalegre e Santa Cruz, assim como o ofício de Mordomo-mor — o primeiro ofocial da Casa Real — e a representação dos títulos de Duque de Aveiro e Duque de Torres Novas, Marquês de Torres Novas e Marquês de Gouveia, Conde de Portalegre e Conde de Santa Cruz, assim como a Chefia de Nome e Armas dos Lancastres e dos Mascarenhas, pela morte sem descendência legítima do único filho do supracitado 8.º Duque de Aveiro, este envolvido no Processo dos Távoras. Ao 3.º Marquês foi dado ainda o raríssimo título hereditário de Parente d'El Rei, por ser o chefe da única linhagem legítima da Casa Real Portuguesa a seguir à de Bragança.
As origens e genealogias destes títulos foram descritas, entre outros, por D. António Caetano de Sousa nas Memorias Historicas e Genealogicas dos Grandes de Portugal.
Anselmo Braamcamp Freire, no Vol. II da sua obra Brasões da Sala de Sintra, dedica o Cap. XVI aos Almeidas, descrevendo ao longo de centena e meia de páginas a linhagem, que deu origem a várias ilustres casas e títulos, nos séculos XIV-XVI.

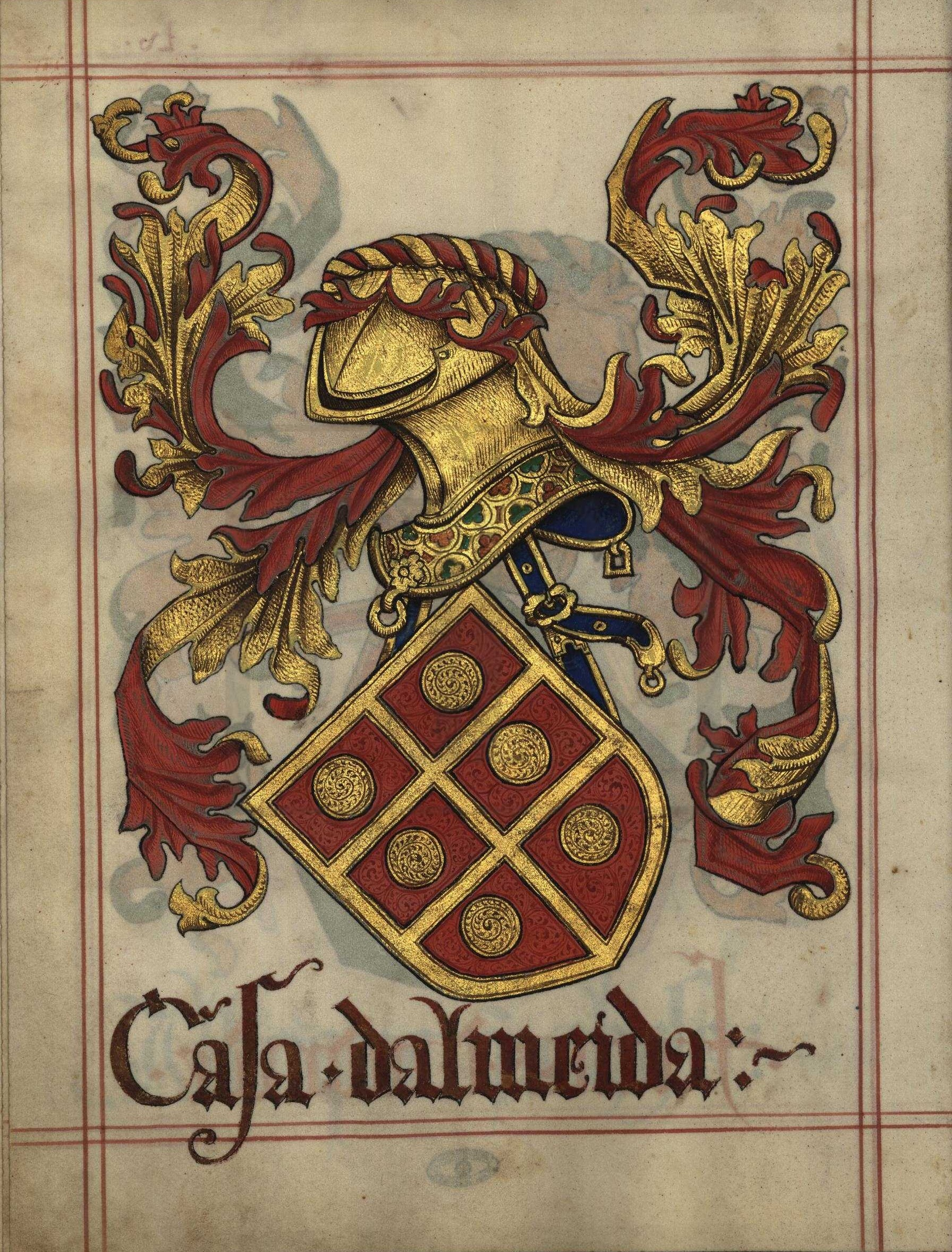
Armas de Almeida chefe, in Livro do Armeiro-Mor (fl 55^{v}) (1509). Armas dos Almeidas Condes de Avintes (1664) e Marqueses do Lavradio (1753).

## Condes de Avintes (1664)

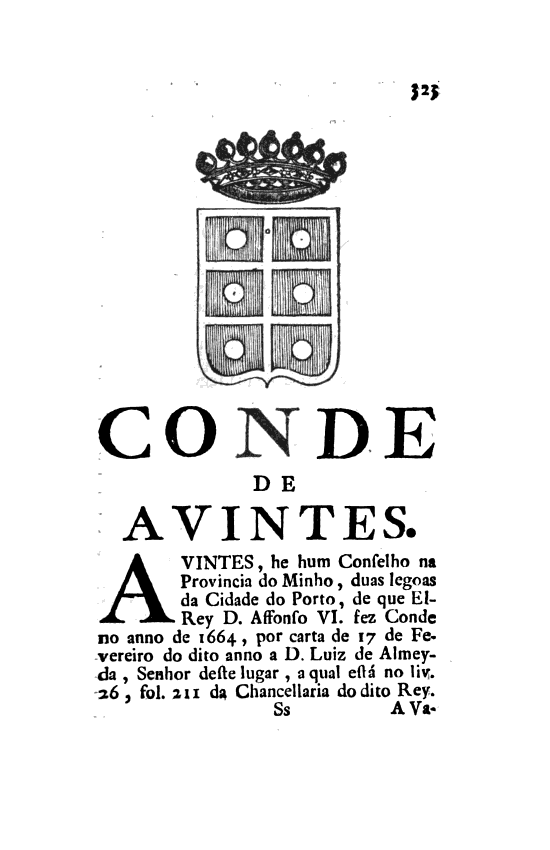
Página 323 da obra de D. António Caetano de Sousa (1755).

### Titulares
1. D. Luís de Almeida (1610–1671), 1.° Conde de Avintes.
2. D. António de Almeida Portugal (1640–1715), 2.° Conde de Avintes, filho do anterior.
3. D. Luís de Almeida Portugal (1669–1730), 3.° Conde de Avintes, filho do anterior.
4. D. António de Almeida Soares Portugal (1699–1760), 4.° Conde de Avintes, filho do anterior. Foi feito Conde do Lavradio e mais tarde Marquês do Lavradio. Foi Vice-rei do Brasil.

Foram 5.º, 6.º, 7.º, 8.º e 9.º Condes de Avintes sucessivamente os 2.º, 3.º, 4.º, 5.º e 6º Marquezes do Lavradio. O 10.º Conde de Avintes foi D. António de Almeida Portugal (1908–1938), filho e herdeiro presuntivo do 6.º Marquês do Lavradio, sucedido pelo seu irmão D. José Luis, 11.º Conde Avintes e 7.º Marquês do Lavradio. O 8.º Marquês do Lavradio, 12.º Conde de Avintes, passou este título ao seu filho mais velho e herdeiro presuntivo da Casa Lavradio, D. Luis Maria de Almeida, que é 13.º Conde de Avintes.

### Armas
As armas dos Condes de Avintes e Marqueses do Lavradio são as dos Almeidas: De vermelho, com uma dobre-cruz entre seis besantes, tudo de ouro; bordadura do mesmo metal.
Braamcamp Freire, no seu Brasões da Sala de Sintra, refere de forma ligeiramente menos correcta o mesmo — De vermelho seis besantes de oiro entre uma dobre cruz e bordadura do mesmo —, mas nota quanto ao timbre:

A respeito do escudo são todos concordes; agora, quanto ao timbre, é que a variedade é grande. No Livro da Tôrre do Tombo fl. 11, e em carta de brasão de 1536 é a águia de negro e besantada de oiro. No Thesouro da nobreza de Fr. Manuel de Santo António, A-28, é igualmente a águia negra, mas só tem nove besantes, três no peito e três em cada asa. Em cartas de brasão de 1532, 1533 e 1538; na Monarchia lusitana, parte III, lV 11.º, cap. 2; na Benedictina lusitana, parte II, pág. 464; e nos Blasones de Portugal, do P. Purificação, fl. 44, declara ser a águia de vermelho e besantada de oiro. [...] A águia de vermelho carregada sòmente de seis besantes sôbre o peito aparece no Thesouro da nobreza de Francisco Coelho, fl. 38.
Pela razão alegada no artigo dos Pereiras deve-se preferir a descrição do Livro da Tôrre do Tombo.

As armas aparecem no Livro do Armeiro-Mor (fl 55v), no Livro da Nobreza e Perfeiçam das Armas (fl 11r), no Thesouro de Nobreza (fl 24v), etc. Podem também ser vistas na Sala de Sintra. Note-se que estas eram também as armas dos Almeidas dos Condes de Abrantes (1476).

## Conde de Lavradio (1725)
D. João V, por carta de 17 de Julho de 1725, concedeu a D. António de Almeida Soares Portugal, ainda antes da morte do 3.º Conde de Avintes seu pai, e como recompensa pelos serviços de seu tio, D. Tomás de Almeida, irmão do 3.° conde e primeiro Patriarca de Lisboa, o título de 1.º Conde do Lavradio.
Este título pertencera antes a Luís de Mendonça Furtado e Albuquerque, Vice-rei da Índia (1671–1677), morto no mar sem geração quando regressava a Portugal do Oriente, e consequentemente vago para a Coroa. Com esta nova criação, D. João V fez a D. António mercê de juro e herdade do senhorio da vila do Lavradio, assim como da comenda de São Pedro de Castelões na Ordem de Cristo. O conde foi ainda comendador de Santa Maria de Lamas e de São Martinho de Lordosa, na mesma Ordem.
Este 4.º Conde de Avintes e primeiro Conde do Lavradio foi mais tarde o 38.º governador de Angola (1749–1753), e, por escassos meses antes de falecer, o 8.º Vice-rei do Brasil (1760). Ao regressar do governo de Angola à metrópole, para assumir o governo de Elvas, a principal praça fronteiriça de Portugal, foi então D. António elevado a Marquês do Lavradio em 1753.

### Titulares
1. D. António de Almeida Soares Portugal (1699–1760), 4.° Conde de Avintes e Vice-Rei do Brasil

### Armas
As dos Marqueses de Lavradio.

## Marqueses de Lavradio (1753)

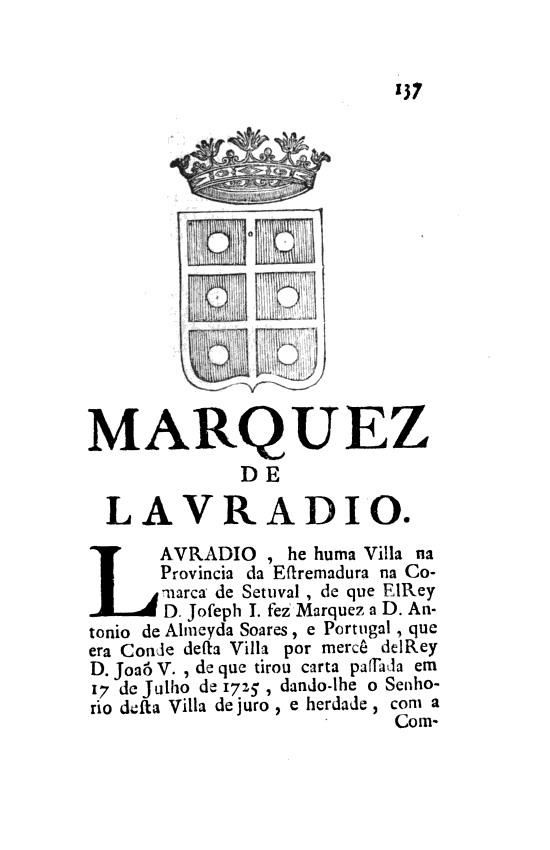
Página 137 da obra de D. António Caetano de Sousa (1755).

### Titulares
1. D. António de Almeida Soares Portugal (1699–1760), 4.° Conde de Avintes, Vice-rei do Brasil.
2. D. Luís de Almeida Portugal Soares de Alarcão de Eça Melo e Silva Mascarenhas (1729–1790), filho do anterior, 2.° Marquês do Lavradio e 5.° Conde de Avintes, foi Vice-rei do Brasil.
3. D. António Máximo de Almeida Portugal (1756–1833), 3.° Marquês do Lavradio e 6.° Conde de Avintes, filho do anterior. A este marquês foram concedidas hereditárias Honras de Parente d'El Rei em 1810, por ser o Marquês do Lavradio chefe de uma das duas linhas legítimas da Dinastia de Avis (sendo a outra a da Casa de Bragança, Reis de Portugal) e representante da Casa de Aveiro.
4. D. Luís de Almeida Portugal Eça Mascarenhas Silva e Lancastre (1787–1812), 4.° Marquês do Lavradio e 7.° Conde de Avintes, filho do anterior. Por não ter descendência, foi sucedido nos títulos da casa pelo irmão.
5. D. António de Almeida Portugal Soares Alarcão Melo Castro Ataíde Eça Mascarenhas Silva e Lencastre (1794–1874), 5.° Marquês do Lavradio e 8.° Conde de Avintes, irmão do anterior. Foi sua herdeira sua filha, D. Eugénia de Jesus Maria de Todos-os-Santos de Almeida, que não se encartou nos títulos da casa por ter morrido ainda em vida do pai. Casada com José Correia de Sá Velasco da Câmara e Benevides, segundo filho do 6.º Visconde de Asseca, o seu filho D. António de Almeida Portugal, que morreu pouco depois do avô, também não se encartou nos títulos desta casa, passando-os para seu filho mais velho.
6. D. José Maria do Espírito Santo de Almeida Correia de Sá (1874–1945), 6.° Marquês do Lavradio e 9.° Conde de Avintes, bisneto do anterior.
7. D. José Luís de Almeida (1912–1966), 7.° Marquês do Lavradio e 11.° Conde de Avintes, filho do anterior.
8. D. Jaime Roque de Pinho de Almeida (1945), 8.º Marquês do Lavradio e 12.º Conde de Avintes, filho do anterior.

### Armas
As dos Condes de Avintes. Por timbre usam os Marqueses do Lavradio uma águia de negro besantada de ouro. No brasão de armas dos Condes de Avintes, a águia é de vermelho.

## Palácio dos Marqueses de Lavradio

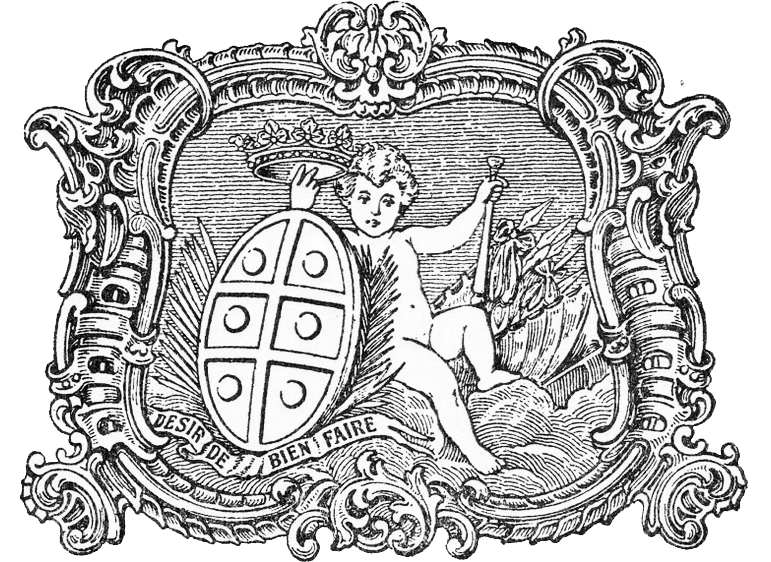
Ex-Libris mostrando as armas dos Marquezes do Lavradio encimadas por coroa de duque.

Em 1745, D. Tomás de Almeida, irmão do 3.° Conde de Avintes e 1.º Patriarca de Lisboa, construiu um palácio em terrenos comprados ao irmão, que tinham pertencido à família desde D. Francisco de Almeida, o 1.º Vice-Rei da Índia. Depois de concluido o palácio, o Cardeal Patriarca ofereceu-o ao sobrinho, o 4.° Conde de Avintes e primeiro Marquês do Lavradio.
O Palácio dos Marqueses de Lavradio, ao Campo de Santa Clara em Lisboa, um dos maiores palácios nobres da capital portuguesa, sofreu poucos danos com o Terramoto de 1755 poucos anos mais tarde. Permaneceu nas mãos da família até que, por ocasião da morte do 5.º Marquês do Lavradio, foi vendido ao Estado em 1875, que nele instalou o Supremo Tribunal Militar, criado esse ano.